# Liste der Bodendenkmale in Waabs
In der Liste der Bodendenkmale in Waabs sind die Bodendenkmale der Gemeinde Waabs nach dem Stand der Bodendenkmalliste des Archäologischen Landesamts Schleswig-Holstein von 2016 aufgelistet. Die Baudenkmale sind in der Liste der Kulturdenkmale in Waabs aufgeführt.
| Denkmal-ID           | Befundart               | Bezeichnung                      | Zeitstellung                 | Lage | Bemerkungen | Bild |
| -------------------- | ----------------------- | -------------------------------- | ---------------------------- | ---- | ----------- | ---- |
| aKD-ALSH-Nr. 003 561 | Grabmal > Langbett      | Langbett/Steinreihe              | Neolithikum                  |      |             |      |
| aKD-ALSH-Nr. 003 562 | Grabmal > Großsteingrab | Steinkammer                      | Neolithikum                  |      |             |      |
| aKD-ALSH-Nr. 003 563 | Grabmal > Langbett      | Langbett/Steinreihe              | Neolithikum                  |      |             |      |
| aKD-ALSH-Nr. 003 564 | Grabmal > Langbett      | Langbett/Steinreihe              | Neolithikum                  |      |             |      |
| aKD-ALSH-Nr. 003 565 | Grabmal > Langbett      | Langbett/Steinreihe              | Neolithikum                  |      |             |      |
| aKD-ALSH-Nr. 003 566 | Grabmal > Langbett      | Langbett/Steinreihe              | Neolithikum                  |      |             |      |
| aKD-ALSH-Nr. 003 567 | Grabmal > Großsteingrab | Steinkammer                      | Neolithikum                  |      |             |      |
| aKD-ALSH-Nr. 003 568 | Grabmal > Langbett      | Langbett/Steinreihe              | Neolithikum                  |      |             |      |
| aKD-ALSH-Nr. 003 569 | Grabmal > Großsteingrab | Steinkammer                      | Neolithikum                  |      |             |      |
| aKD-ALSH-Nr. 003 570 | Grabmal > Großsteingrab | Steinkammer                      | Neolithikum                  |      |             |      |
| aKD-ALSH-Nr. 003 571 | Grabmal > Langbett      | Langbett/Steinreihe „Karlsminde“ | Neolithikum                  |      |             |      |
| aKD-ALSH-Nr. 003 572 | Grabmal > Grabhügel     | Grabhügel                        | Vor- und/oder Frühgeschichte |      |             |      |